# Gjoemri
Gjoemri (Armeens: Գյումրի; oorspronkelijk Koemairi of Gjoemri, van 1840 tot 1924 Aleksandropol (Nederlands: Alexandropel) en van 1924 tot 1990 Leninakan geheten) is de hoofdplaats en de grootste stad van de provincie Sjirak in het noordwesten van Armenië. Ze ligt 120 kilometer ten noordwesten van de hoofdstad Jerevan en is met 121.976 inwoners (2011) de tweede stad van het land.

## Geschiedenis
De eerste nederzetting op deze locatie werd gesticht door de Grieken in 401 voor Christus. Een andere theorie suggereert dat de stad gesticht werd door de Cimmeriërs, gebaseerd op het feit dat dit volk de regio in 720 v. Chr. overheerste en de oorspronkelijke naam van de stad Koemairi luidde. De nederzetting varieerde in de 2000 jaar erna in grootte, totdat er in de nabijheid een groot Russisch fort gebouwd werd in 1837.
In 1840, na de bouw van het invloedrijke fort, werd de naam gewijzigd in Alexandropel (Russisch: Aleksandropol), als eerbetoon aan Alexandra Fjodorovna, de vrouw van de toenmalige tsaar Nicolaas I. De stad werd een belangrijke militaire post ter ondersteuning van de Russische positie in de Zuidelijke Kaukasus. 
In die periode was Alexandropel belangrijker dan Jerevan. Tijdens de Russisch-Turkse oorlogen vestigden vele Armenen uit het gehele land zich in Alexandropel, dankzij de militaire bescherming die ze daar genoten. 
In 1924 werd de naam van de stad gewijzigd in Leninakan, naar de overleden sovjetleider Vladimir Lenin. Leninakan was voor de Sovjetrepubliek van belang vanwege zijn florerende industrie. 
Er was grote schade door de aardbeving van 1988 met als epicentrum het nabijgelegen Spitak. Na deze aardbeving zijn er nieuwe wijken gebouwd om de bevolking te huisvesten, waaronder Ani in het noorden van de stad.
De huidige naam van de stad werd in ere hersteld na de val van de Sovjet-Unie in 1990. Ze is tegenwoordig de tweede stad van het land en heeft een belangrijke regionale functie.

## Gebouwen
Er zijn vijf kerken en een Russische kapel in de stad. Een van de belangrijkste kerken is de Sourb Amenaprkich. De bouw van deze kerk begon in 1859 en duurde tot 1873. De kerk werd grotendeels verwoest door de Spitak-aardbeving in 1988, maar werd in het begin van de 21e eeuw gerestaureerd.

## Sport
Voetbalclub Sjirak Gjoemri is een van de oudste clubs van het land en meervoudig landskampioen. De club speelt haar wedstrijden in het Stadsstadion Gjoemri. In 1967 werd Aragats Gjoemri FC opgericht en diende als tweede club van de stad. Aragats speelde vier jaar in de hoogste competitie van het land, de Bardzragujn chumb. In 2002 hield de club wegens financiële redenen op te bestaan. Naast voetbal is futsal ook een veel beoefende sport in de stad.

## Vervoer
Ongeveer vijf kilometer ten zuiden van de stad ligt de internationale Luchthaven Shirak. Deze is in gebruik sinds 1961 en is de tweede grootste luchthaven van het land. Sinds 2006 kunnen de luchtverkeersleiding vanuit de verkeerstoren vliegtuigen aan zien komen vanaf 400 kilometer.
De stad heeft sinds 1897 een treinstation, wat daarmee de oudste van het land is. De eerste treinverbinding werd in 1899 geopend vanuit Tbilisi. In de volgende acht jaren kwamen werd de spoorlijn verder naar het zuiden doorgetrokken, met verbindingen naar Jerevan, Julfa (in het tegenwoordige Nachitsjevan) en Tabriz. Ook werd in deze periode vanaf Gjoemri een westelijke tak naar Kars aangelegd, dat toen door het Russisch Rijk gecontroleerd werd. In de stad rijden veel bussen van het merk GAZel die dienen als openbaar vervoer, ook wel Marsjroetka.

## Bekende inwoners
- Artoer Aleksanjan (1991), worstelaar
- Vjatsjeslav Dzjavanjan (1969), wielrenner
- Robert Emmijan (1965), verspringer
- George Gurdjieff (1866-1949), filosoof
- Avetik Isahakyan, dichter
- Edmond Keosayan, regisseur en musicus
- Armen Martirosyan (1979), hink-stap-springer
- Frunzik Mkrtchyan, acteur
- Hovhannes Shiraz, dichter
- Olga Tschechowa (1897-1980), Russisch/Duitse actrice

## Zustersteden
- Alexandria, Virginia, Verenigde Staten
- Plovdiv, Bulgarije
- Osasco, Brazilië
- Koetaisi, Georgië